# خانه سلامتی‌ها
خانه سلامتی‌ها مربوط به اواخر دوره قاجار است و در قم، خیابان باجک، کوچه یزدانپناه، پلاک ۱۵ واقع شده و این اثر در تاریخ ۱۱ مرداد ۱۳۸۴ با شمارهٔ ثبت ۱۲۵۴۴ به‌عنوان یکی از آثار ملی ایران به ثبت رسیده است.